# Aurorafjäril
Aurorafjäril (Anthocharis cardamines) är en art i familjen vitfjärilar. 
Vingarna är vita med mörka framvingespetsar. Hanen har framträdande orangea fläckar på framvingarna, som syns även när vingarna är hopfällda. Hos båda könen är bakvingarnas undersidor grönmarmorerade. Vingspannet är mellan 30 och 50 millimeter.

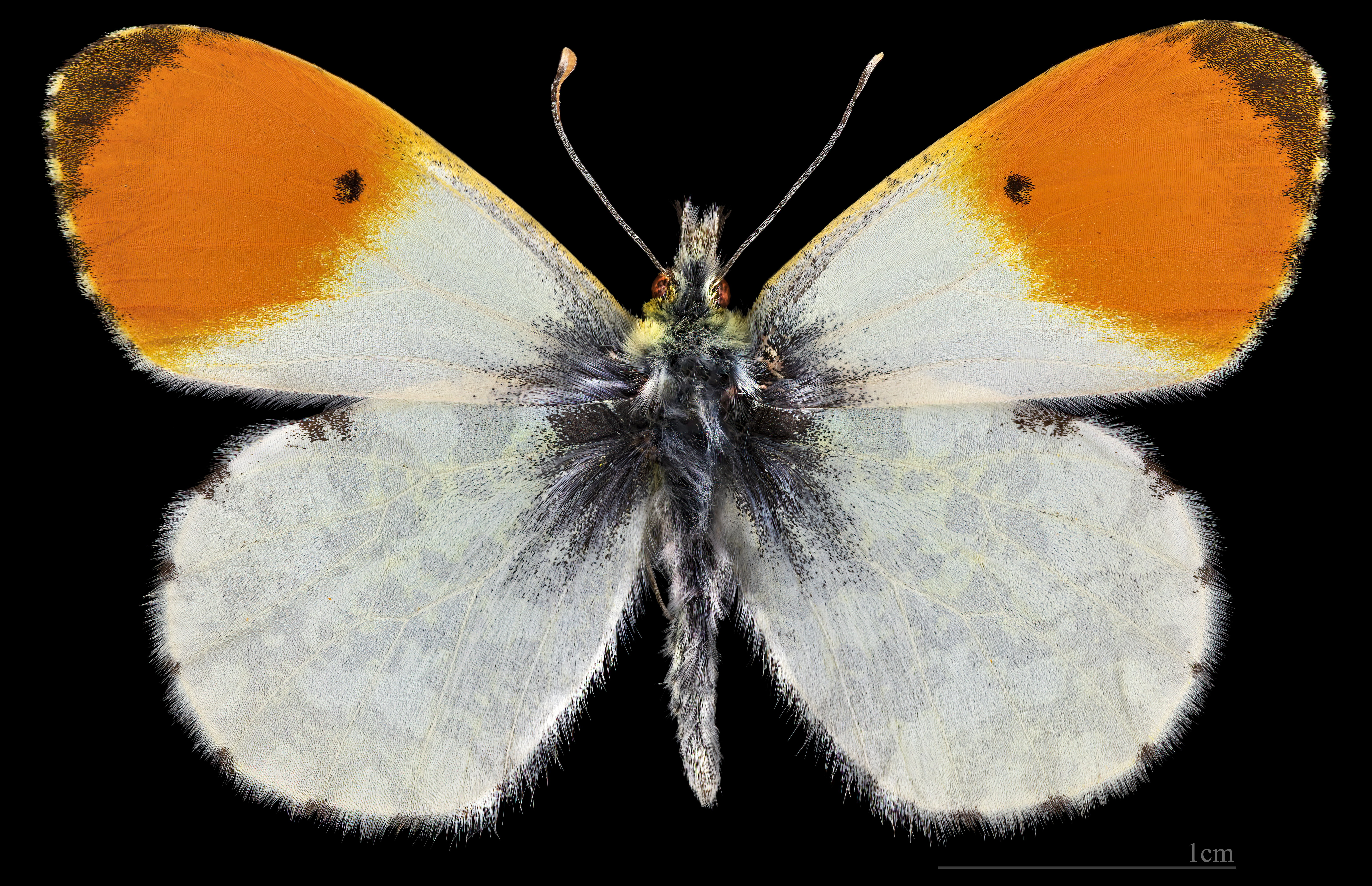
Anthocharis cardamines ♂
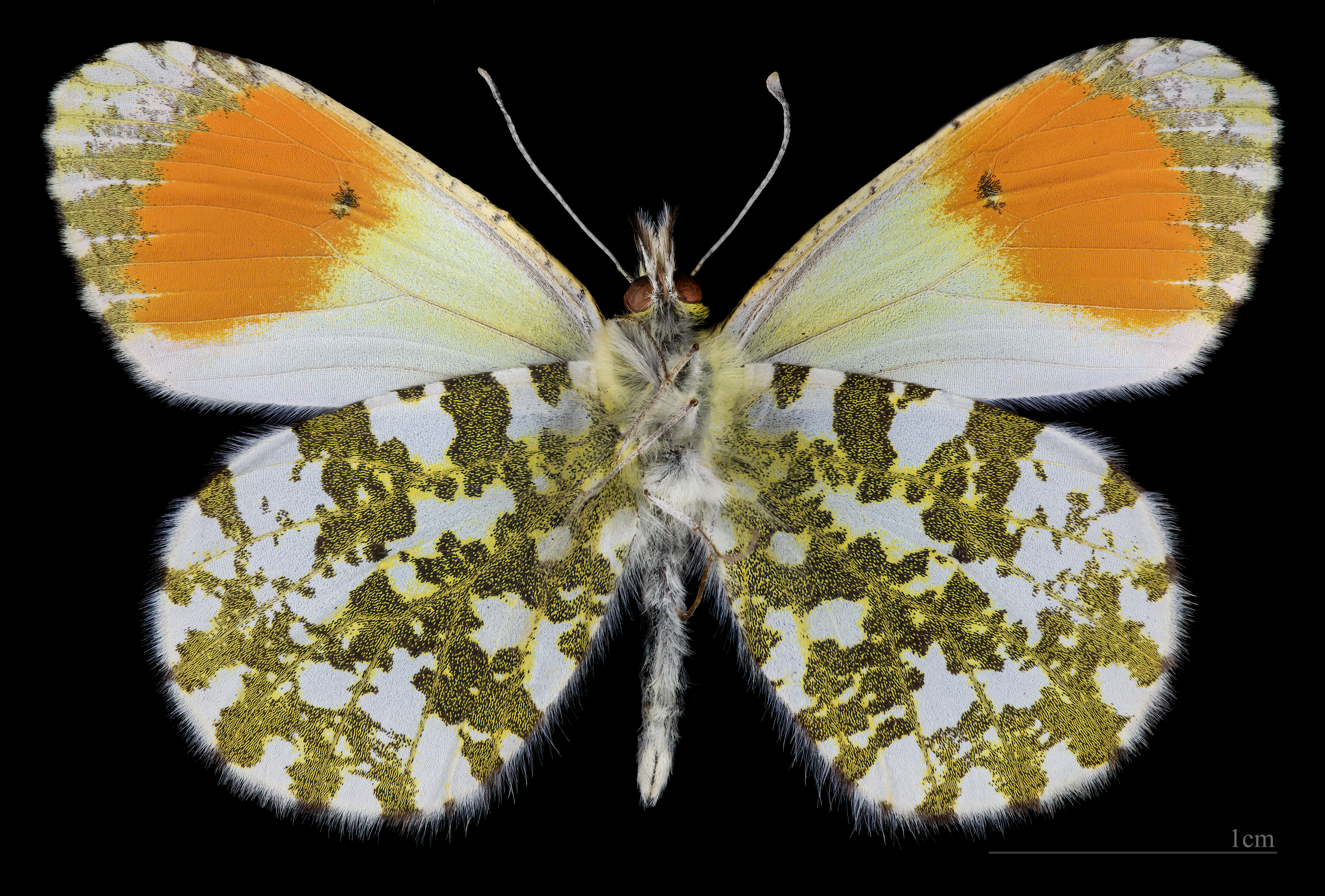
Anthocharis cardamines ♂  △
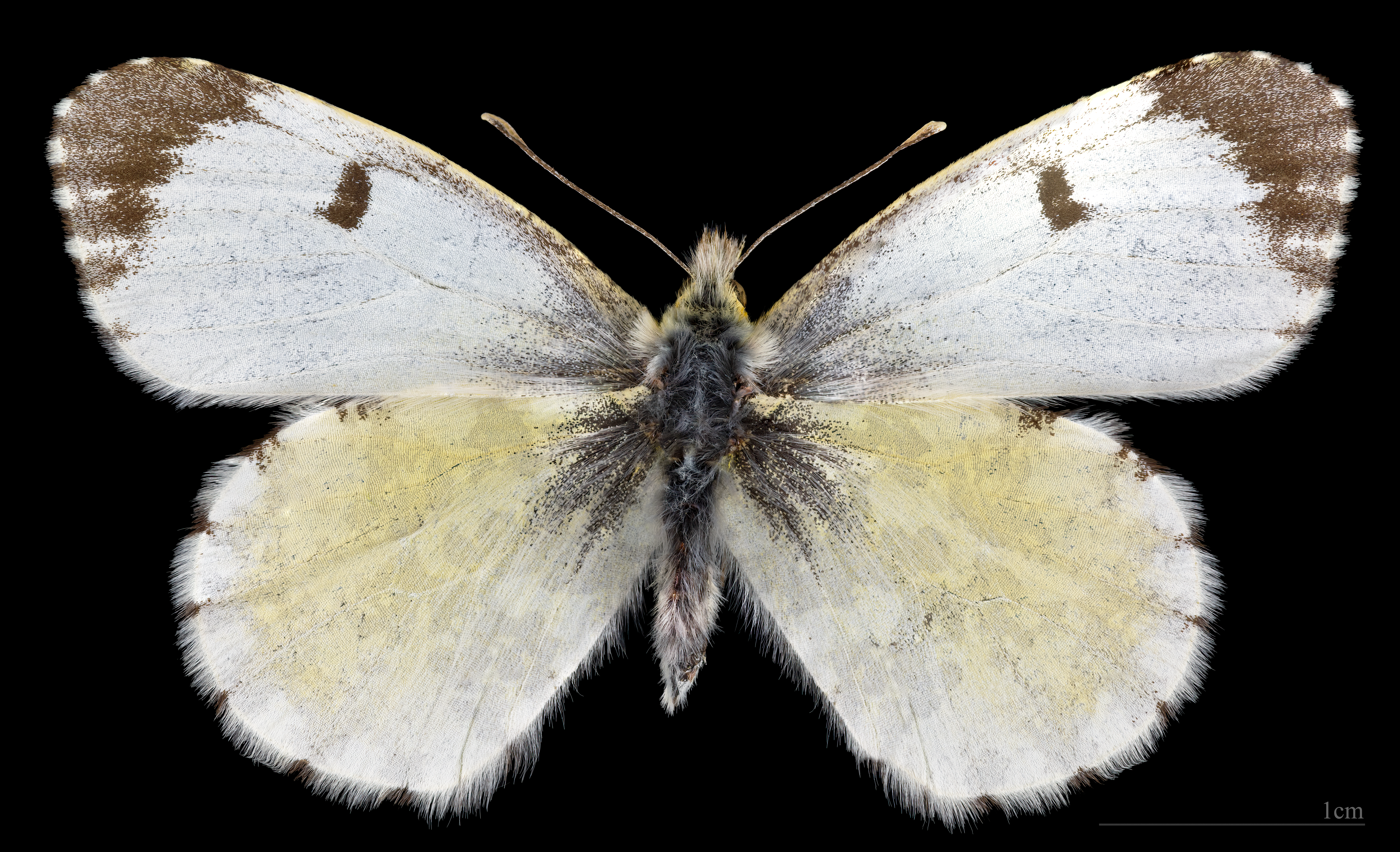
Anthocharis cardamines  ♀
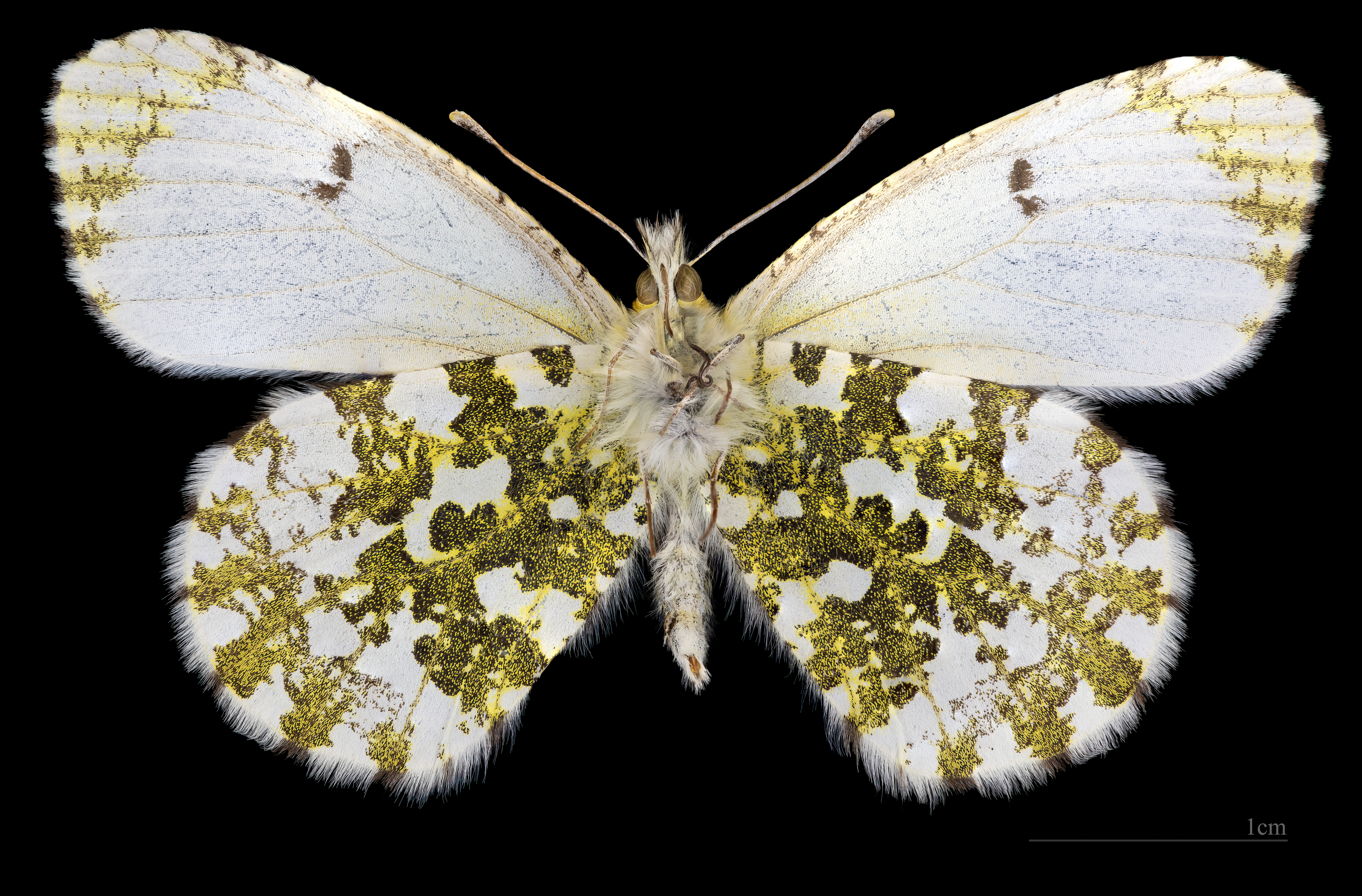
Anthocharis cardamines ♀ △

Äggen, som är gulröda eller blodröda, är formade som käglor. Honan lägger äggen på knopparna hos korsblommiga växter, företrädesvis ängsbräsma, löktrav, rockentrav, lundtrav och penningört, och den nykläckta larven äter av blommorna. Larven är blågrön med grönt huvud och svarta prickar längs sidorna. Puppan liknar ett växtskott och är grön- till gråbrun.
Arten är i Sverige ett säkert vårtecken och flyger på blomsterrika ängar och i skogsbryn. Den förekommer över hela landet, förutom i fjällkedjan.